# 钢铁是怎样炼成的 (电视剧)
《钢铁是怎样炼成的》是於1999年首播的中国大陆电视剧，由韩刚执导，安德烈·萨米宁等主演。该剧获2000年中国电视金鹰奖最佳长篇电视剧奖。

## 剧情
1999年迎來建國50周年大慶，也迎接一個嶄新世紀的到來。在回顧過去50年艱苦奮鬥歷程的同時，很自然地會聯想起一本影響過去幾代中國人的文學作品，那就是奧斯特洛夫斯基的《鋼鐵是怎樣煉成的》。
據中央電視台《讀書》欄目所公布的訊息：《鋼鐵是怎樣煉成的》在文革前是我國暢銷書的第6位，到文革後的20年再統計，卻已經是暢銷書的第5位。今天再來重新讀這本小說，使人感到，它的取勝之處並不在於語言的優美和情節的曲折，而在於是一個普通人所講述的“老百姓自己的故事”，在於真實的記述所體現出來的震撼人心的精神力量和人格魅力。
一個普通工人家庭出身的孩子，逐步成為革命隊伍中具有高度自覺性的戰士。這個艱苦的人生錘鍊的過程，不僅能讓現在已經是中年和老年的人重溫這部小說在自己成長和成熟的經歷中所產生的影響，對於今天的青少年一代，也依然能有深刻的啟迪。
保爾的形象，在中國讀者心目中，曾一度成為正直和堅強的象徵，成為艱苦奮鬥和自強不息的象徵。“人最寶貴的是生命，這生命給予我們每個人只有一次。一個人的一生應該這樣度過：當他回首往事的時候，不因虛度年華而悔恨，也不因碌碌無為而羞恥。這樣，在臨終的時候，他可以說，我的整個鮮血和生命，都已經獻給世界上最壯麗的事業，為全人類的解放而奮鬥！”。
這段曾經被無數中國人當作座右銘的話，今天讀起來仍然讓我們充滿激情。這是一種精神。這種精神無疑是崇高的。即使時代變了，體制變了，這種精神仍然值得提倡。物慾橫流，競爭激烈，發展個性，強調自——在人心浮躁的今天，人們又在重新呼喚真誠友愛，呼喚正直善良，呼喚艱苦奮鬥的作風和奮不顧身知難而上的英雄主義精神——再看一遍《鋼鐵是怎樣煉成的》，會使人們在深刻反思的同時，重新感悟一次人生的價值，從而使我們今天的腳步走得更堅實。
“創作本片是為了紀念那些在饑寒交迫中執著地相信光明的未來一定會到來並用自己的全部身心為這一刻的實現而獻出青春的一代年輕人”。這是俄通社-塔斯社記者在報紙上發表訊息時對中國人重新拍攝〈鋼鐵是怎樣煉成的〉所作的定語。它也比較能準確地反映出我們的拍攝初衷。
同時，迄今為止，中國的電影和電視劇還從來沒有改編和拍攝過外國的作品，因此這在中國文藝創作史和文藝製作史上也是很有意義的。
根據奧斯特洛夫斯基同名小說改編和拍攝的20集電視劇《鋼鐵是怎樣煉成的》由中央電視台、深圳市委宣傳部和中國國際電視總公司聯合投資出品，由深圳萬科文化傳播公司策劃和承制。是向建國50周年獻禮的重點劇目。

## 大綱
保尔·柯察金從小在苦水中長大，早年喪父，母親替人洗衣、做飯，哥哥是工人。保爾12歲時，母親把他送到車站食堂當雜役，他在食堂里幹了兩年，受盡了凌辱。
十月革命爆發後，保爾的家鄉烏克蘭謝別托夫卡鎮也和蘇聯其他地方一樣，遭受了外國武裝干涉者和國內反動派的踐踏。紅軍解放了謝別托夫卡鎮，但很快就撤走了，只留下老布爾什維克朱赫萊在鎮上做地下工作。
朱赫萊在保爾家裡住了幾天，給保爾講了關於革命、工人階級和階級鬥爭的許多道理：“現在全世界都著火了，奴隸們起義了，他們要把舊世界推翻，但是，為了這個，需要的是一伙勇敢的、能夠堅決鬥爭的弟兄。”朱赫萊的啟發和教育對保爾的思想成長起著決定性的作用。
突然，朱赫萊被匪徒抓去了。保爾急著四處打聽。一天，在匪兵押送朱赫萊的時候，保爾出其不意地猛撲過去，把匪兵打到壕溝里，與朱赫萊一起逃跑了。但是由於波蘭貴族李斯真斯基的兒子維克多的告密，保爾被投進了監牢。
從監獄出來後，保爾拚命地跑，他怕重新落入魔掌，不敢回家，便不自覺地來到冬妮亞的花園門前。他縱身一跳，進了花園。冬妮亞喜歡保爾的“熱情和倔強”的性格，保爾也覺得冬妮亞“跟別的富家女孩不一樣”。後來他們又有幾次見面，慢慢地產生了愛情。保爾為了避難，便答應了冬妮亞的請求，住了下來。幾天后冬妮亞找到了保爾的哥哥阿爾青，他把弟弟送到喀查丁參加了紅軍。
在一次激戰中，保爾頭部受了重傷。但他以驚人的頑強毅力戰勝了死亡。出院後，他已不宜於重返前線，便參加恢復和建設國家的工作。在這裡他同樣以工人階級主人翁的姿態，緊張地投入各項艱苦的工作。他做團的工作、肅反工作，並直接參加艱苦的體力勞動。在興建窄軌鐵路中，保爾表現了高度的政治熱忱和忘我的勞動精神。
保爾自從在冬妮亞家裡與她告別後，只見過她兩次面。第一次是他傷愈出院後，最後一次是在鐵路工地上，保爾發現，隨著革命的深入，他們之間的思想差距越來越大了，他們已經完全沒有共同語言了，於是便分道揚鑣。
在築路工程快要結束時，保爾得了傷寒。病癒後他又回到了工作崗位。他參加了工業建設和邊防戰線的鬥爭，並且入了黨。但是，由於保爾在戰爭中受過多次重傷和暗傷，後來又生過幾次重病，加之他忘我的工作和勞動，平時不愛惜自己的身體，體質越來越壞了。1927年，他幾乎完全癱瘓了，接著又雙目失明。嚴重的疾病終於把這個滿懷革命熱情的年輕人束縛在病榻上。但保爾在肉體和精神上都忍受著難以想像的痛苦的情況下，重新找到了“歸隊”的力量。他給自己提出了兩項任務：一方面決心幫助自己的妻子達雅進步；另一方面決定開始文學創作工作。這樣，“保爾又拿起了新的武器，開始了新的生活”。
“人最寶貴的是生命，這生命給予我們每個人只有一次。一個人的一生應該這樣度過：當他回首往事的時候，不因虛度年華而悔恨，也不因碌碌無為而羞恥。這樣，在臨終的時候，他可以說，我的整個鮮血和生命，都已經獻給世界上最壯麗的事業，為全人類的解放而奮鬥！”

## 製作團隊
本片於1999年2月16日在烏克蘭首都基輔正式開拍。

### 制作人员
- 編劇：梁曉聲、萬方、周大新、，阿列克·比利霍奇科
- 總導演：韓剛
- 導演：嘉娜·沙哈提
- 製片人：鄭凱南
- 攝影：徐紅亮、周勃
- 剪輯：楊耀祖
- 照明：趙立民、鄭自力
- 美術：謝爾蓋·布羅日托夫斯基

### 主要演员
| 演员            | 角色              | 备注 |
| --------------- | ----------------- | --- |
| 安德列·薩米寧   | 保爾·柯察金       | 保尔·安德烈耶维奇·柯察金爱憎分明，具有高度的革命自觉性，他出身工人家庭，从小在贫穷和饥饿中长大。 生活底层的苦难培育了他鲜明的阶级爱憎，激发了他强烈的反抗精神。少年保尔的反抗，带有明显的自发性质， 在接受布尔什维克党的教育之后，才把这种自发的反抗升华为自觉斗争。 |
| 尼克萊·巴科拉恩 | 朱赫来            | 朱赫来是一个老布尔什维克，水兵，俄罗斯共产党的地下工作者，省肃反委员会主席，军区特勤部副部长。 他对保尔·柯察金的思想与成长起到了决定性的作用。 |
| 絲維達·布魯思   | 丽达·乌斯季诺维奇 | 丽达·乌斯季诺维奇，担任红军师政治部工作人员、共青团省委常委。丽达曾是谢廖沙·勃鲁扎克的女友， 也是保尔·柯察金的第二位恋人，与保尔志同道合、配合默契。她是一名忠于党、忠于人民、 忠于共产主义事业的优秀女共产党员，是保尔·柯察金真正深爱的人。                         |
| 列霞·薩瑪耶娃   | 冬妮娅·图曼诺娃   | 冬妮娅是保尔少年时的女友、林务官的女儿。 |

### 配乐
主题曲《远在小河的对岸》，伊戈尔·莎蒙和罗伯特·伊万诺维奇·罗日杰斯特文斯基作曲。
1. 远处的营地已点起了灯火，晚霞消失在晴朗的夜空。跨上战马，背起长枪，年轻的骑兵整装出发。
2. 广袤的原野上一片寂静，战士们机警地搜索敌情。黑暗中有刺刀寒光闪烁，他们遭遇上敌人的伏兵。
3. 勇士们高呼着冲向敌群，草原上展开了殊死的斗争。一个战士中弹滚下马背，他是为人类的幸福而牺牲。

## 影响
一部中國電視劇，全班碧眼高鼻的烏克蘭演員。他們隨著中央電視台正在播出的20集電視續劇《鋼鐵是怎樣煉成的》(以下簡稱《鋼》劇)而深入廣大中國觀眾的心裡。尤其幾位主演與劇中激動人心的故事一起，引起了觀眾的極大興趣。
那是一個充滿革命理想和青春熱情的年代，需要單純的偶像。但影片比起那些刻意營造高大全英雄的主題電影，顯得稍微立體一點，也更具真實性。小說以保爾的生活經歷為線索，展現了從1915到1930年前後蘇俄廣闊的歷史畫面和人民的艱苦卓絕的鬥爭生活。
這部小說自譯成中文後，至今已發行幾百萬冊，小說中所描寫的人物曾鼓舞了幾代的中國人，現在人們仍然懷念保爾，艱苦奮鬥和忘我獻身的精神在改革開放的今天仍需大力提倡。——制作人蔣少華

### 幕後花絮
《鋼鐵是怎樣煉成的》是奧斯特洛夫斯基的一部自傳體小說，它講述了主人公保爾·柯察金在十月革命的偉大歷史時期身殘志堅，為實現自身的價值和崇高理想頑強奮鬥的故事。“人生最可寶貴的是生命，生命屬於人只有一次，人的一生應當這樣度過：當他回首往事的時候，不應虛度年華而悔恨……”保爾·柯察金的這段膾炙人口的名言激勵和影響了千百萬的中國人，人們從主人公保爾和作者奧斯特洛夫斯基的身上看到了偉大的獻身精神和理想主義的光芒。為確保這部電視連續劇能夠拍成高質量的作品，由我國的著名作家梁曉聲根據小說創作了電視劇本，並請烏克蘭劇作家進行後期修改，這也是中國影視界迄今為止第一次改編拍攝外國文學作品。
這部連續劇由我國深圳萬科文化傳播有限公司出資1000萬元人民幣，演員全部來自烏克蘭，保爾、冬尼婭等幾位主角都是烏克蘭的一流演員。曾導演電視連續劇《宰相劉羅鍋》、電影《咱爸咱媽》等影視片的北京電影製片廠導演韓鋼和曾參與導演《紅櫻桃》的青年女導演嘉娜·沙哈提（哈撒克族）擔綱導演這部電視劇，與中方合作的是烏克蘭基輔多夫任科電影製片廠，這個廠曾於40、50和70年代三次拍攝影片《鋼鐵是怎樣煉成的》。小說中描寫當年保爾揮杴築路的撼人場面就發生在基輔附近的小城博亞而卡。影片《鋼鐵是怎樣煉成的》將力求保持原汁原味，真實地反映歷史原貌。
《鋼》劇製片人蔣少華在談到拍攝此片的動議時說：“這部小說自譯成中文後，至今已發行幾百萬冊，小說中所描寫的人物曾鼓舞了幾代的中國人，現在人們仍然懷念保爾，艱苦奮鬥和忘我獻身的精神在改革開放的今天仍需大力提倡”。
- 編劇家梁曉聲：『我當時受邀參與改編《鋼》劇，幾次推託，只想當責任編輯，但被鄭凱南的執著所感動，最後接下寫了。對怎么改，增加什麼，都與鄭以及兩個同行討論過，這個討論過程還錄了音。鄭把它拿到深圳市委宣傳部給有關人聽，反饋說認可改編宗旨，這才動筆寫。從1998年5、6月份到1999年1月，我除了中間有兩個月去完成別的任務外，其它時間都投到寫作這一劇本，怎么寫都與鄭商量。我們各有看法，互有堅持或採納對方的意見。但我一直不知道導演是誰。到去年8月，才知道導演是韓剛。我個人希望與導演有交流的時間，但這時韓剛才看一半的劇本。韓提出將原著改成8集就差不多。我認為這離投資商的20集差距很遠，這樣就出現了矛盾。當時我們沒有像他們所說的那樣爭論得劍拔弩張。而有關抒情部分，我與他們是有爭論，那是見仁見智的問題。後來與他們再談過一次，由於導演才看了一半的劇本，我說得多一點是事實，我渴望講給他聽。那以後再也見不到他們了。我要求他們交流，但沒有機會。』
- 深圳市委宣傳部副部長李小甘：『電視劇《鋼鐵》出來以後，很多人問我們：“深圳方面為什麼會來策劃拍攝這樣一部片子？”。首先，正如這幾年深圳推出的兩首唱遍大江南北的歌曲《春天的故事》、《走進新時代》 ，我們認為它產生在深圳有偶然性，也有必然性。深圳是中國改革開放的視窗和試驗地，市場經濟比較發達，商品意識比較濃烈，處於東西方文化的交匯點，理想信念和價值取向存在多元選擇，有不少的青少年對港台歌星、影星追逐崇拜，出現了“追星”族。我們感到，越是在市場經濟條件下，越是需要樹立保爾這樣的英雄形象，弘揚保爾的革命理想主義和英雄主義的精神。所以早在1998年初，市委宣傳部就下決心來組織策劃這件事。其二，我們認為電視劇《鋼鐵》的主題思想以及保爾?柯察金的這種堅韌不拔、不斷開拓的精神，和我們的深圳精神具有一種內在的密切聯繫。深圳精神是“開拓、創新、團結、奉獻”，“孺子牛”是這種精神的形象體現。今年是深圳經濟特區建立20周年，在短短的20年時間裡取得了舉世矚目的社會經濟發展成就，靠的就是這種強大的精神支柱和動力。《鋼》劇的拍攝和播出，正如廣東省委副書記、深圳市委書記張高麗同志所說，具有重要的現實意義，鼓舞著深圳的廣大幹部民眾為貫徹江總書記“致富思源，富而思進”的重要指示精神而繼續開拓拼搏。其三，我們認為這次能夠成功組織策劃創作電視劇《鋼鐵》，也和這幾年來深圳市委、市政府高度重視兩個文明建設，狠抓以“五個一工程”為龍頭的文藝精品生產，繁榮社會主義文藝密切相關。深圳市委副書記、市長李子彬同志曾說過：“經濟是一個城市的形，文化是一個城市的神。”我們只有將兩個文明建設都搞得非常好，做到形神兼備，才能充分論證鄧小平同志建設有中國特色社會主義理論的正確性。我們這幾年來致力於形成有利於文藝創作和文藝發展的良好的機制和氛圍，比如資金保障機制，這幾年裡我們建立了“宣傳文化事業基金”，又有“文化事業建設費”。所以我們每年有充足的資金可以用於文藝精品生產。再比如激勵機制。我們成立了深圳“宣傳文化精品獎”，每兩年評選一次，對深圳市和全國獲獎的思想性、藝術性、觀賞性統一的作品進行獎勵，而且是重獎。還比如人才機制。大家知道深圳文化積澱比較淺，文化人才比較少，我們採取一種海納百川的文化胸懷，以深圳本土的文藝創作隊伍為基本依託，面向海內外，充分利用海內外的文化藝術隊伍，把深圳文藝創作的劣勢變成優勢。《鋼鐵》的運作也是這樣一種嘗試，我們依靠深圳和國內的優秀影視人才為依託，全部啟用烏克蘭演員並在烏克蘭實地拍攝，也是這樣一種人才的視野和運作機制在起作用。我們通過《鋼鐵》的策劃運作，進一步積累了文藝精品生產的經驗。』

### 影片獎項
這是第一部改編自蘇聯文学的中国電視劇，編劇：梁曉聲等，總導演：韓剛。1999年首播时大受好評。該劇獲得第18屆“中國電視金鷹獎”和第20屆“中國電視劇飛天獎”最佳長篇獎，保爾·柯察金扮演者安德烈·薩米寧獲得男演員評委會特別獎。
- 長篇電視劇特別獎：中央電視台影視部中國國際電視總公司、深圳市委宣傳部（出品方）
- 攝製：深圳萬科文化傳播有限公司
- 優秀導演獎：韓剛、嘉娜·沙哈提
- 優秀攝像獎：徐紅亮、周勃
- 優秀照明獎：趙立民、鄭自力
- 優秀音樂獎：王憲
- 男演員評審會特別獎：安德烈·薩米寧（烏克蘭基輔“左岸”話劇院演員）
- 美術評審會特別獎：謝爾蓋·布羅茲多夫斯基（烏克蘭基輔烏挪納電視製片公司美術師）

### 引用
1. ↑  谁知道电视剧版的《钢铁是怎样炼成的》的主题曲
2. ↑  .   [2022-08-25]. （原始内容存档于2022-08-25）.
3. ↑  《钢铁是怎样炼成的》片头主题歌
4. ↑  .   [2022-08-25]. （原始内容存档于2022-08-25）.

### 外部連結
- KinoPoisk （页面存档备份，存于）
- Kino-Teatr （页面存档备份，存于）
- oKino （页面存档备份，存于）
- 第3、4周：伏尔加的回响——回忆在舞台上永存 （页面存档备份，存于）
- Российско-китайское сотрудничество - новые возможности кино （页面存档备份，存于）
- Как закалялась сталь - Алексей Горбунов